# Andrey Korotayev
Andrey Korotayev (em russo:  Андре́й Вита́льевич Корота́ев) (Moscou, 17 de fevereiro de 1961) é um antropólogo, economista, historiador e sociólogo russo, com importantes contribuições a modelos matemáticos de macrodinâmicas social e econômico. Ele é diretor do Centro de Moscovo de Antropologia do Oriente. Andrey Korotayev é também membro do Conselho Editorial da History and Mathematics e Journal of Globalization Studies, ambas editadas pelo professor Arno Tausch.

## Biografia
Nascido em Moscou, Andrey Korotayev participaram Universidade Estatal de Moscovo. Ele obteve um doutorado em 1993 pela Universidade de Manchester. Desde 2000, ele foi professor e diretor do Centro de Antropologia do Oriente, Moscou e pesquisador sênior do Instituto Oriental da Academia Russa de Ciências. Em 2003-2004, ele foi membro convidado do Instituto de Estudos Avançados em Princeton.

## Principais contribuições
Korotayev é um dos fundadores da pesquisa quantitativa do sistema mundial. Suas principais contribuições são em três áreas:
1. estudo do sistema político do Iémen do Norte e das origens do Islão;[2] Korotayev detectou as principais tendências de desenvolvimento da cultura do Iémen, com a aplicação de métodos quantitativos para a análise das fontes epigráficas;[3] Korotayev foi o primeiro a apresentar provas convincentes da existência da organização matrilinear, na Arábia pré-islâmica;[4]
2. antropologia intercultural;[5]
3. modelagem matemática da dinâmica social, econômica e histórica (cliodinâmica).[6]

Crescimento da população mundial

 Ele demonstrou que o padrão hiperbólico do mundo demográfico, econômico, cultural, urbanístico e do crescimento tecnológico (observado por muitos séculos, se não milênios antes da década de 1970) poderia ser explicada por um mecanismo bastante simples, o feedback positivo segundo a ordem não-linear, que foi mostrado há muito tempo, precisamente para gerar o crescimento da hiperbólica, conhecida também como "regime de explosão" (implicando apenas singularidades do finito-tempo). No nosso caso, esse feedback positivo segundo a ordem não-linear é a seguinte: mais pessoas - mais inventores em potencial - mais rápido crescimento tecnológico - capacidade da Terra cresce mais rapidamente - o crescimento mais rápido da população - mais pessoas - mais inventores em potencial - mais rápido crescimento tecnológico, e assim sucessivamente. Em colaboração com Alexander Markov ele tem demonstrado que um modelo matemático semelhante pode ser feita para descrever as tendências de evolução biológica. Eles mostraram que as mudanças na biodiversidade através da Fanerozóico são descritos muito melhor com o modelo hiperbólico (amplamente utilizado em demografia e sociologia) do que com os modelos exponencial e logístico (tradicionalmente usado na biologia da população e aplicado extensivamente para a biodiversidade também). 

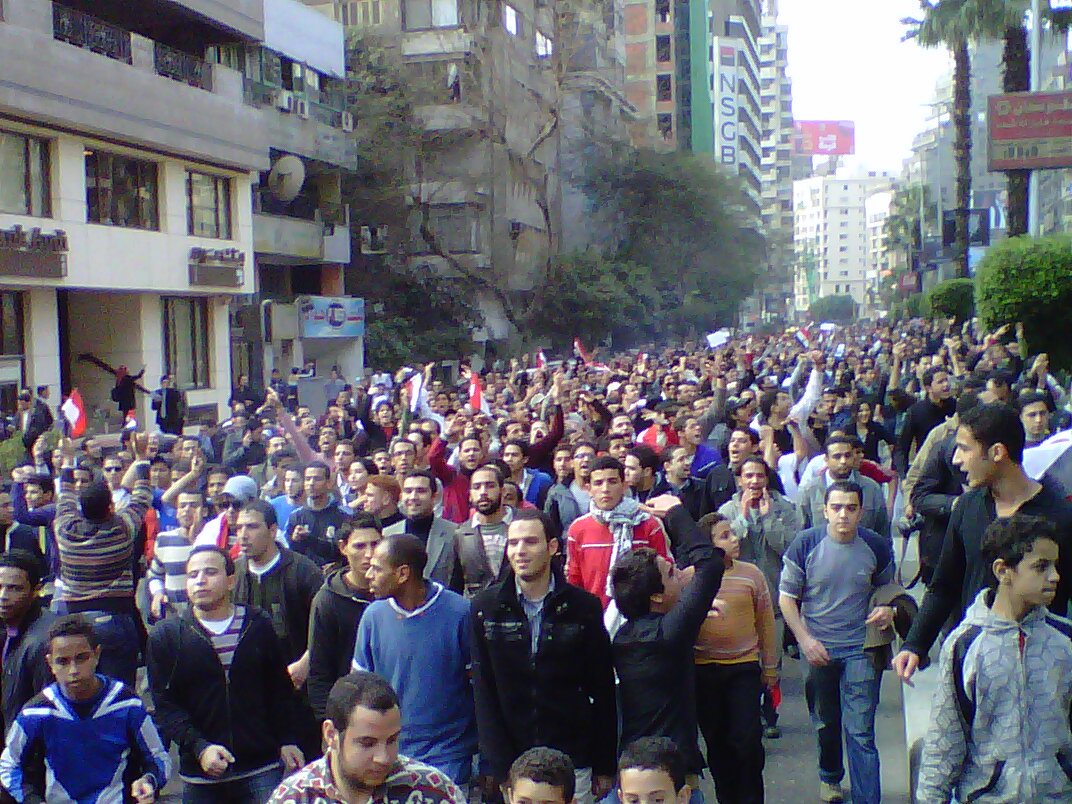
Revolução Egípcia de 2011

 Korotayev também produziu uma série de modelos matemáticos que descrevem em detalhe a dinâmica política e demografia do Egito e usados para analisar a Revolução Egípcia de 2011.
Note também a sua recente pesquisa sobre os ciclos de Kondratieff na dinâmica do mundo. Ele também fez uma contribuição significativa para o estudo dos factores da actual crise demográfica na Rússia.